# Tegh

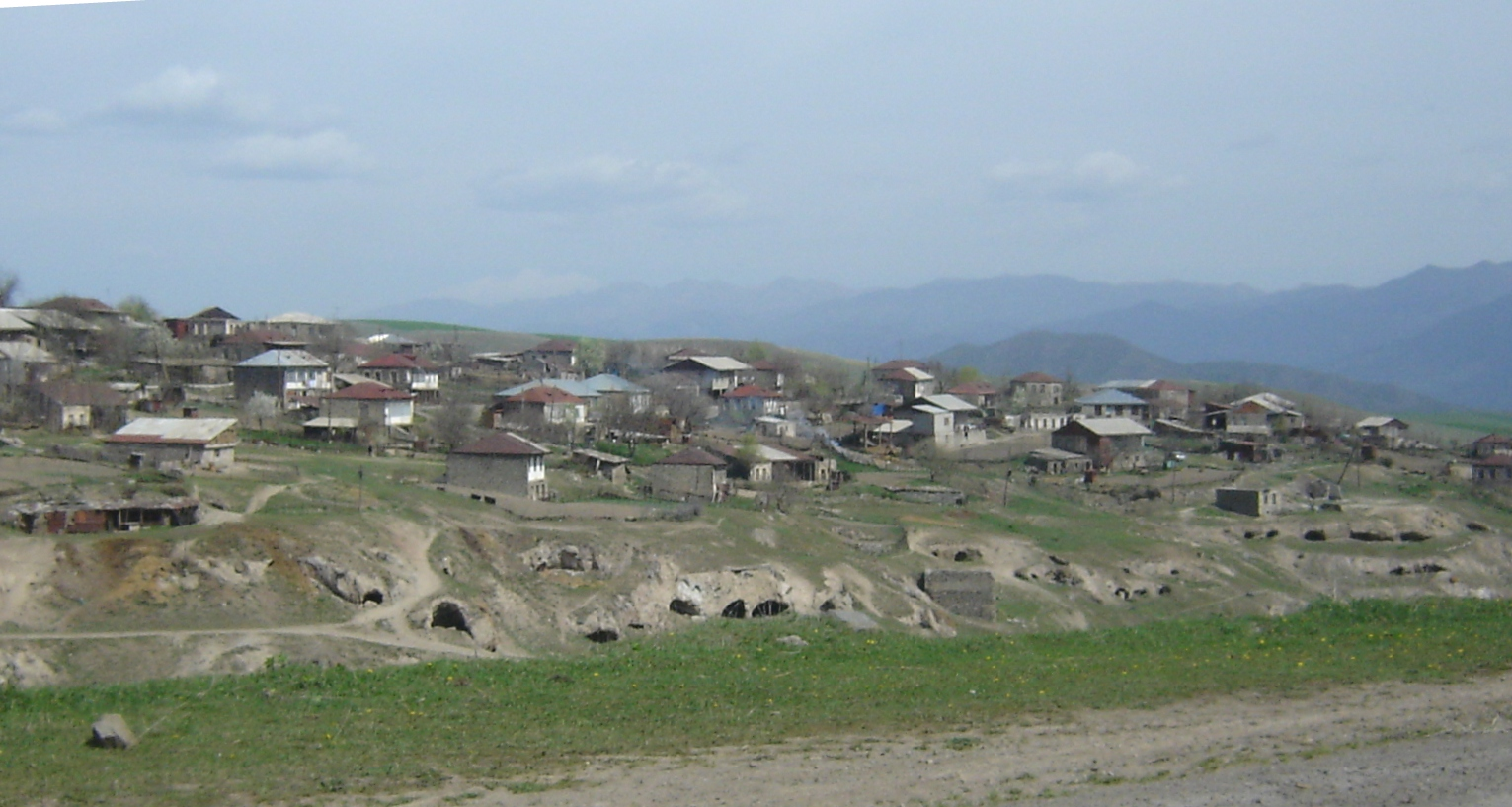
Höhlen unter Tegh 2003

Tegh (armenisch: Տեղ) ist ein Dorf und das Zentrum der Gemeinde Tegh der Provinz Sjunik in Armenien. Tegh ist das letzte Dorf auf der Fernstraße von Goris nach Stepanakert vor der Grenze zu Aserbaidschan.
Von Bedeutung sind die Dutzende von sichtbaren Höhlen in der Nähe von Tegh. Das Dorf befindet sich auf einer weichen Steinschicht aus porösem Gestein mit Höhlen, die einst als menschliche Behausung genutzt wurden und jetzt weitgehend für Tiere verwendet werden.
Umliegende Gebiete des Dorfes wurden laut der armenischen Regierung ab dem 31. März 2022 von Aserbaidschan besetzt.

## Demografie
Der Statistische Ausschuss Armeniens berichtete, dass die Bevölkerung von Tegh im Jahr 2010 2.520 betrug (2001: 2.333).